# Dallas, Wisconsin
Dallas là một làng thuộc quận Barron, tiểu bang Wisconsin, Hoa Kỳ. Năm 2006, dân số của làng này là 356 người.